# 楊承禧
杨承禧（？—？），字疐菴，湖北江夏县人。清末官员、诗人。
光緒十六年（1890年）庚寅恩科二甲進士。同年五月，改翰林院庶吉士。光緒十八年五月，散館，授翰林院編修。官至四川候补道。杨承禧工诗，有《疐菴集》。《晚晴簃诗汇》收其诗作一首。